# Хербартијанство
Хербартијанство (herbartism; herbartisme; Herbartismus im Unterricht; гербартијанство) је правац који обухвата филозофију, психологију и педагогију немачког педагога и филозофа Јохана Фридриха Хербарта.

## Настанак
Оснивач и први систематизатор педагогије као посебне науке, Јохан Фридрих Хербарт, уједно је први прецизно одредио садржај дидактике и њен положај у систему педагошких дисциплина, темељећи је на психологији као „помоћној науци“. Полазећи од метафизичко-психолошке асоцијационистичке теорије учења, Хербарт и његови бројни ученици (T. Ziller, W. Rein, O. Willmann и др.) разрадили су дидактички систем који је, нарочито захваљујући популаризаторској делатности W. Reinа на универзитету у Јени и у његовој школи вежбаоници, убрзо стекао велику популарност у земљама немачког говорног подручја, али и у другим европским земљама, па и код нас (В. Бакић, С. Басаричек и др.). 

## Значај
Хербартовци су посебну пажњу посвећивали циљу наставе (многострани интерес као ближи и морални карактер као крајњи циљ), логичком рашчлањивању наставних садржаја на заокружене делове (методске јединице), разради наставних метода и артикулацији наставног плана. T. Ziller је на темељу Хербартове теорије учења разрадио универзалну схему, по којој може и треба да се одвија рад на свим наставним плановима (Хербарт – формални ступњеви Zillerа: анализа – синтеза – асоцијација – систем - метода). Тиме је наставницима презентован разрађен и лако усвојив инструментариј који је омогућавао релативно успешан наставни рад и ослобађао наставнике лутања, па су хербартовску организацију наставе убрзо прихватили најшири кругови наставника и одржала се готово стотину година. Целокупна реформна педагогија на крају 19. и у првој половини 20. века започела је отпором против, временом окошталог хербартовског дидактичког система.

## Критика
Критика је посебно погађала његов интелектуализам, пасивност ученика, вербализам и превласт запамћивања у настави, а нарочито је оштро нападала шаблонизам формалних ступњева. Ипак, хербартовски дидактички систем имао је историјски велику улогу, посебно инсистирајући на прецизном одређивању методичких јединица и на њиховој стриктној обради по ступњевима процеса усвајања. Поборници нове школе жигосали су Хербарта као главног кривца свих зала старе школе учења.

### Морално васпитање и морално развијање личности у погледима критичара хербартизма
Истина није увек на једној страни, а клатно правде указује на исконску аритметичку средину, историјски код моралне свести одређује сутрашњицу и у животу и у друштву па и у науци, и зато је група хербартоваца осетила критичку дистанцу, повијала се пред аргументима новога доба и нове школе што су је из Европе у Србију донели Јован Миодраговић и Сретен Аџић.
Ова двојица педагога са стваралачком снагом у пуном интензитету, у другој деценији 20. века вратила су се са немачких универзитета без чистих образаца добијених од Цилера (T. Ziller), Рајна (W. Rein) , Стоја и Мазиуса... Вођени јаком знатижељом путовали су и анализирали појаве, тражећи егземпларе који се могу применити у Србији, односно у српској педагошкој теорији и наставној пракси. Сигурни да у животу српског народа постоје чиниоци који су одлучујуће утицали на његов опстанак, тражили су ослонце за "отворене системе" васпитања, за дешаблонизацију, и тиме настојали, не само да воде интелектуални дечји развој темпом сваког детета посебно, већ и да га снабдевају племенитим емпатичним осећањима те тако, уместо "кроћења дивље природе" удахњују доброту, истину, самосталност и стваралачку иницијативу својим ученицима и својим хоспитантима. Са правом им се учинило да у српском менталитету није врлина брисати традицију, те ће први (Јован Миодраговић) са поносом писати о (неумрлом Милићевићу), а други стварати бисерне "Забелешке" о учитељима и за учитеље. Тамо где је цењени педагог, Милан Ђ. Милићевић са својим народносним упутствима стао, почело је усађивање оваплоћене питомине из европских (нарочито немачких) нових педагошких тенденција у модернизацији наставе и васпитања, преко прилагођавања и увођења у српску васпитну реалност елемената, "Школе рада", "Јена-плана" и "Далтон-плана". Тај измењени став према животу пуном рада и томе примереној школи све са циљем поправке "Старе школе", могао се ослањати у Србији на Милићевићеве визије на пољу васпитног рада поткрепљене сентенцама и умотворинама типа:
- Тешко ономе ко никоме не чини добра...,

- Не гледај човеку у одело већ у дело,
- Лети мухе а зими бухе не дају лењивцу живети...
Миодраговић и Аџић нису пожурили у педагошко теоретисање, у уопштавање виђеног, стеченог и доживљеног у ондашњем најразвијенијем делу европског образовања (немачком) већ су готово до своје смрти, стално проверавали која школска иновација може да буде благотворнија за српско педагошко наслеђе и васпитну праксу српске школе. Они су се у својој земљи понашали као "рођени педагози" као ствараоци који не поштују само захуктали тренд науке, већ и богато педагошко наслеђе овде у Србији. Устали су против неподстицајне школе и непродуктивног учења, посебно против притисака и калупа у моралном развоју ма од куда они долазили. Оно што остаје као продукт педагошкокг учења Миодраговића и Аџића о моралном васпитању чини нам се грандиозним. Обавеза је да се систематизовани ставови о том учењу изложе на синтетички и самерљив начин. Тако ће Јован Миодраговић имплицитно захтевати:
1. Селективно преузимање страних идеја о моралном васпитању, јер оно почива на социјалном искуству које у Србији има посве другачији контекст.
2. За успешно морализовање личности морају јединствено деловати и школа и породица и држава и црква.
3. Морално васпитање мора се применити у тумачењу српске прошлости садашњости и будућности на шта нас обавезује наша народна неугасла жеља за истином и правдом.
4. Од свих видова васпитања Миодраговић моралном посвећује 40% својих написаних дела. Захтева побољшање квалитета моралних односа међу људима и једнство српског народа.
5. Учити младеж директним "уживљавањем" да би схватили" да све ваља чинити с мером, све на време, све полако, поступно и помало, да се пази на чистоту духа, на стрпљење, смотреност, мудрост, истрајност, чврсту вољу, добру нарав, јуначност, скромност, друштвеност, уљудност, умиљатост, искреност, правичност..., све врлине толико потребне за лични, индивидуални и друштвени живот..."[2]
6. Полемисање међу ствараоцима-педагозима треба заменити васпитним радом, учењем, добром вољом чега у српском поднебљу увек може бити.

Наравно, и Јовану Миодраговићу се могу учинити неке замерке као што су:
1. Наглашени фолклористички и популистички елементи емпиризма, уместо педагошки прерађених садржаја за морално национално уздизање.
2. Он спаја модерну европску структуру морала са народном традицијом свога народа, али при томе тако различитим људима нуди истоветне путеве моралног развоја.
3. Школу свога времена жестоко критикује, али јој не налази праву алтернативу.
4. Није сачинио ни оквирни, сопствени систем моралног васпитања.
5. Огољене народне пословице и сентенције не могу бити довољне за научно фундирање моралног васпитања, чему се у Миодраговићево време морало тежити.
6. Требало је сузбити претерани негативизам према васпитању и настави у школи којој је и сам потпуно припадао и даровао јој сопствену, за своје време запажену, и подстицајну васпитно-образовну праксу.[3]

## Утицаји
Данас, ипак, овај правац доживљава својеврсну рехабилитацију, јер пажљиво читање његових списа открива мисли што су и данас у дидактици актуелне, а биле су сакривене у дугогодишњој окошталости хербартовског дидактичког система и његове праксе.

### Представници у Европи
T. Ziller (посебно се истиче), W. Rein, O. Willmann.

### Најистакнутији представници у Србији
Војислав Бакић, Стефан Басаричек.